# Play with fire (Buffy l'ammazzavampiri)
Play with fire è un volume di fumetti dedicato a Buffy Summers, la protagonista del telefilm Buffy l'ammazzavampiri.
Questo paperback racchiude numerosi fumetti rari di Buffy apparsi per lo più all'interno dei mensili della Dark Horse Comics: alcune brevi vignette pubblicate nella rivista settimanale TV Guide nel 1998, due brevi fumetti apparsi sul numero speciale Annual 1999, il fumetto Playing with fire (pubblicato a puntate e nel formato strisce orizzontali in 6 numeri del mensile Dark Horse Extra) e soprattutto il fumetto one-shot Stinger pubblicato come Dark Horse/Wizard 1/2 (cioè nato dalla collaborazione tra le due case editrici). Tutte queste storie sono state scritte da Christopher Golden, autore di numerosi fumetti e romanzi dedicati a Buffy.
Il volume è ancora inedito in Italia.

## Trame

### Dance with me
- prima pubblicazione USA: TV Guide Nov. 21-28, novembre 1998
- testi: Christopher Golden

La sera del ballo al Liceo di Sunnydale, Buffy affronta Gary, un ex-compagno che la invitava continuamente e che ora, divenuto vampiro, è ancora ossessionato del ballo che non ha mai avuto con la Cacciatrice.

### The latest craze
- prima pubblicazione USA: Dark Horse Annual 1999, agosto 1999
- pubblicazione italiana: Catena alimentare, 2007
- testi: Christopher Golden e Tom Sniegoski
- disegni: Cliff Richards
- inchiostro: Joe Pimentel
- colori: Guy Mayor

Una nuova moda circola fra i ragazzi più ricchi di Sunnydale: possedere uno dei nuovi pupazzi chiamati "teppistelli" che vengono venduti in esclusiva nel negozio Hooligan Hovel. Tuttavia qualcosa di strano accade ai ragazzi possessori di questi pupazzi: assumono un atteggiamento fin troppo protettivo nei confronti del loro teppistello e lamentano tutti la sparizione di alcuni oggetti di grande valore affettivo dalle proprie case. Le stesse Willow e Cordelia subiscono il fascino di queste strane creature. Buffy, Xander, Oz e tutti coloro che non possono permettersi il costo elevato del pupazzo ne restano immuni e questo insospettisce la Cacciatrice. Soltanto quando le creature si riuniscono per rubare addirittura il furgone di Oz con tutti gli strumenti a bordo, diventa evidente l'anomalia. A questo punto Buffy si rivolge a Giles, il quale spiega che si tratta di creature chiamate Bakemono e provenienti da un'altra dimensione. Un sopralluogo all'Hooligan Hovel porta alla scoperta del mandante delle creature: Ethan Rayne, amico di vecchia data di Giles, che spiega il piano delle creature di liberare la loro gigantesca madre, ancora intrappolata nell'altra dimensione, col potere degli oggetti rubati. Buffy raggiunge il portale dove convergono tutti i teppistelli e li affronta. Dopodiché minaccia di accanirsi contro tutti loro e la madre senza tregua e questo li convince a ritornare nella loro dimensione.

### Cattivo cane
- prima pubblicazione USA: Dark Horse Annual 1999, agosto 1999
- pubblicazione italiana: Catena Alimentare, 2007
- testi: Dough Petrie
- disegni: Ryan Sook
- inchiostro: Tim Goodyear
- colori: Guy Mayor

Buffy desidera una vita normale ma deve scontrarsi ogni volta con il mondo demoniaco che la circonda. Un fidanzato vampiro, una amica strega ed uno licantropo. Accade poi che Oz si libera dalla gabbia e che Willow scompare. Le ricerche che inizialmente condannavano Oz portano invece ad un ragazzo, Alan Duffy, che tutti ignorano a scuola. Costui desidera diventare un mutante per attirare l'attenzione di tutti e per farlo rapisce Willow.

### Playing with fire
- prima pubblicazione USA: Dark Horse Extra 11-16, maggio-ottobre 1999
- testi: Christopher Golden

Buffy, Willow e Giles stanno perlustrando il "Whitney Park" di Sunnydale in cerca di vampiri. Mentre Giles si dimostra preoccupato della sempre maggior attenzione che Willow dedica alla magia, un gruppo di vampiri attacca la Cacciatrice. Subito sconfitti, i vampiri superstiti fuggono in una casa abbandonata inseguiti da Buffy e co. La ragazza è fin troppo sicura delle sue forze e insegue i vampiri fin sull'attico dove si erano rifugiati in massa. Colti di sorpresa dal nuovo attacco, Buffy e i suoi amici vengono aiutati da Bryan, una sorta di fantasma con il potere di attivare lunghi tentacoli che annientano i vampiri. Bryan racconta ad una meravigliata Willow come nel 1988 lui e altri compagni si fossero appassionati di magia e rifugiati nella casa per tentare di evocare un demone. L'esperimento era fallito ma, in compenso, la casa si era animata trattenendolo per tutti questi anni. Willow, vinte le resistenze di Giles, effettua l'incantesimo e libera così Bryan. A questo punto Giles deve ammettere le capacità di Willow e si offre di aiutarla nella sua pratica di magia.
Collocazione: Willow che compie i primi tentativi di incantesimi ci appare indubbiamente all'inizio della terza stagione.

### Stinger
- prima pubblicazione USA: Dark Horse / Wizard 1/2, 1999
- testi: Christopher Golden
- disegni: Hector Gomez
- inchiostro: Sandu Florea
- colori: Guy Mayor

Uno studente emergumeno, Joe Burgess, importuna Willow per costringerla ad aiutarlo nei compiti di matematica. Xander interviene in suo aiuto scatenando l'ira del ragazzo, giocatore di football della squadra liceale, che gli dà appuntamento a dopo la partita per dargli una lezione. Il colloquio tra i due viene ascoltato anche da una creatura verde che dimostra di gradire la paura che percepisce in Xander. Benché spaventato, il ragazzo si reca all'appuntamento e qui si trova davanti non Joe Burgess, impegnato in un appuntamento galante con Harmony, ma un suo compagno mandato a fare il lavoro sporco al posto suo. All'improvviso compare la creatura che balza addosso al ragazzo e gli trafigge il cuore davanti ad uno Xander atterrito che fugge via. Mentre Buffy si getta all'inseguimento della creatura, Xander e Willow corrono da Giles e gli descrivono l'aspetto del mostro verde. Dopo aver consultato il diario di sua nonna, l'Osservatore scopre che si tratta di una creatura che si ciba degli esseri umani che si compiacciono di incutere paura negli altri, spiegando così perché la creatura abbia attaccato il compagno di Joe e non Xander. Buffy rintraccia Burgess e lo mette in fuga proprio mentre il mostro stava per avventarsi su di lui, affronta la creatura che la ferisce e che poi se ne va poiché il suo obbiettivo è Joe. Riunitosi il gruppo, la creatura viene rintracciata mentre sta nuovamente per colpire Burgess ed uccisa da Buffy, Xander e Giles. Il fatto che Joe Burgess sia fuggito e che si sia rifiutato di combattere con Xander, danno al ragazzo una maggiore fiducia in se stesso.
Collocazione: il tipico Xander chiacchierone e burlone che viene costantemente ridicolizzato dai compagni di Liceo dà una svolta alla propria vita nell'episodio Il giorno dell'Apocalisse (Buffy 3x13), in cui affronta e sconfigge da solo una banda di teppisti-zombie; la raccomandazione di Giles verso Xander all'inizio di quell'episodio "... fossi in te resterei nelle retrovie..." sembra la diretta continuazione della frase che Giles rivolge a Xander alla fine di questo fumetto "... non c'è niente di cui vergognarsi ad avere paura ...", collocandolo così immediatamente prima.